# Bagno Nadrowskie
Rezerwat przyrody Bagno Nadrowskie – rezerwat faunistyczny położony w województwie warmińsko-mazurskim, w powiecie olsztyńskim, w gminie Olsztynek, w pobliżu zabudowań wsi Nadrowo. Został utworzony w 1991 roku na powierzchni 51,81 ha. W 2009 roku powiększono go do 105,01 ha. Teren rezerwatu zajmują torfowiska, nieużytki i lasy. Obszar ten chroniony jest w celu zachowania populacji żółwia błotnego oraz siedlisk stanowiących ostoje herpetofauny i ptaków wodno-błotnych.